# Sidymella kolpogaster
Sidymella kolpogaster es una especie de araña del género Sidymella, familia Thomisidae.

## Distribución
Esta especie se encuentra en Brasil.

## Taxonomía
Fue descrita por Lise en 1973.
Tratamiento taxonómico
La especie aparece registrada y publicada en Contribuição ao conhecimento do gênero Sidyma no Brasil, com descrição de uma nova espécie (Araneae-Thomisidae). Iheringia (Zool.) 43: 3–47.